# Ponte Capriasca
Ponte Capriasca és un municipi del cantó de Ticino (Suïssa), situat al districte de Lugano.